# Militari Shopping
Militari Shopping este un centru comercial situat în cartierul Militari din București, pe Bulevardul Iuliu Maniu.
A fost deschis la data de 2 aprilie 2009,
în urma unei investiții de 75 de milioane de euro.
Are o suprafață de aproximativ 51.400 mp,
și este deținut de firma Atrium Real Estate.
Pe lângă hypermarketul Auchan și magazinul Praktiker, centrul găzduiește alte 61 de magazine, aducând în premieră pe piața din România mai multe branduri internaționale prestigioase.
Decathlon, lider mondial în comercializarea de echipamente sportive, inaugurează în Militari Shopping cel mai mare magazin de profil din România, cu peste 5.000 de articole. C&A, Kiabi și Imaginarium sunt alte branduri de renume internațional care au ales acest centru comercial pentru a intra pe piața românească.
Binecunoscutul nume din lumea modei, New Yorker, este prezent pentru prima oară în București în Militari Shopping. Humanic, Hervis, Leonardo, Deichmann, dm, Adidas, Media Galaxy sau Domo, sunt alte câteva dintre mărcile de prestigiu care completează gama de opțiuni de shopping oferită de centrul Militari Shopping.
În domeniul articolelor pentru copii, centrul comercial Militari Shopping găzduiește magazine cum sunt Imaginarium, Toyplex și Okaidi, care comercializează jucării, accesorii, îmbrăcăminte și materiale educaționale.